# Nayong
Nayong (en chino, 纳雍; pinyin, Nàyōng) es un condado  bajo la administración directa de la Prefectura Bijie en la Provincia de Guizhou, República Popular China.  Su área es de 2452 km² y su población total para 2010 superó los 670 mil habitantes.

## Administración
Desde julio de 2020, el  Condado Nayong se divide en 26 pueblos que se administran en 3 subdistritos,  13 poblados y 10 villas étnicas. 